# توني كورني
توني كورني (بالإنجليزية: Tony Cornish)‏ هو سياسي أمريكي، ولد في 3 مايو 1951. حزبياً، نشط في الحزب الجمهوري. وقد انتخب عضو مجلس نواب مينيسوتا.

## وصلات خارجية
- الموقع الرسمي